# Tsunetane Oda
Tsunetane Oda (小田常胤 Oda Tsunetane?) (10 de marzo de 1892 - 11 de febrero de 1955) fue un judoka japonés, considerado uno de los principales impulsores de la lucha a ras de lona o ne-waza de su generación. Cobró especial importancia en el contexto del kosen judo, y se le cree inventor del movimiento llamado sankaku-jime.

## Biografía
Oda nació en la prefectura de Yamanashi en 1892. Comenzó a practicar judo en 1909 en la escuela avanzada o kōtō senmon gakkō (abreviado kōsen) de Numazu. Al siguiente año entró en la escuela Kodokan, donde sus habilidades fueron reconocidas, y en 1911 ya había recibido su primer cinturón negro. En un tiempo en que el judo favorecía el tachi-waza o proyecciones y trabajo de pie, Oda se encargó de convencer a Kano de la importancia de desarrollar el ne-waza, recordándole las derrotas que el experto Mataemon Tanabe les había infligido en este terreno. Por ello, Kano le concedió permiso para dedicar su carrera a la investigación de esta faceta de la lucha.
Alrededor de 1930, Oda fue enviado a la kōsen de Tokio, donde compartió su conocimiento con el club local de judo. El efecto fue tal que, en la siguiente competición de judo interescolástica que tuvo lugar, el equipo de Tokio derrotó a todos sus oponentes mediante llaves y estrangulaciones sin ser siquiera cinturones negros como eran sus oponentes. El método de enseñanza de Oda empezó a ser llamado "Join-Ryu Ne-Waza" ("Join" siendo una pronunciación alterna del kanji de su nombre de pila, Tsunetane), y Tsunetane y su superior Hajime Isogai pronto fueron impulsores del estilo kosen judo tal y como se volvería después. Se cree que Oda inventó el omote-sankaku-jime, e incluso hay quien pone fecha a su invención: agosto de 1918, inicialmente bajo el nombre de matsuba-gatame. También se sostiene que Oda no es a quien debe atribuirse su creación, sino a Yaichibei Kanemitsu.
Oda recibió el 9º dan en 1948 y murió en 1955.